# Lista de agraciados com a Medalha Grashof

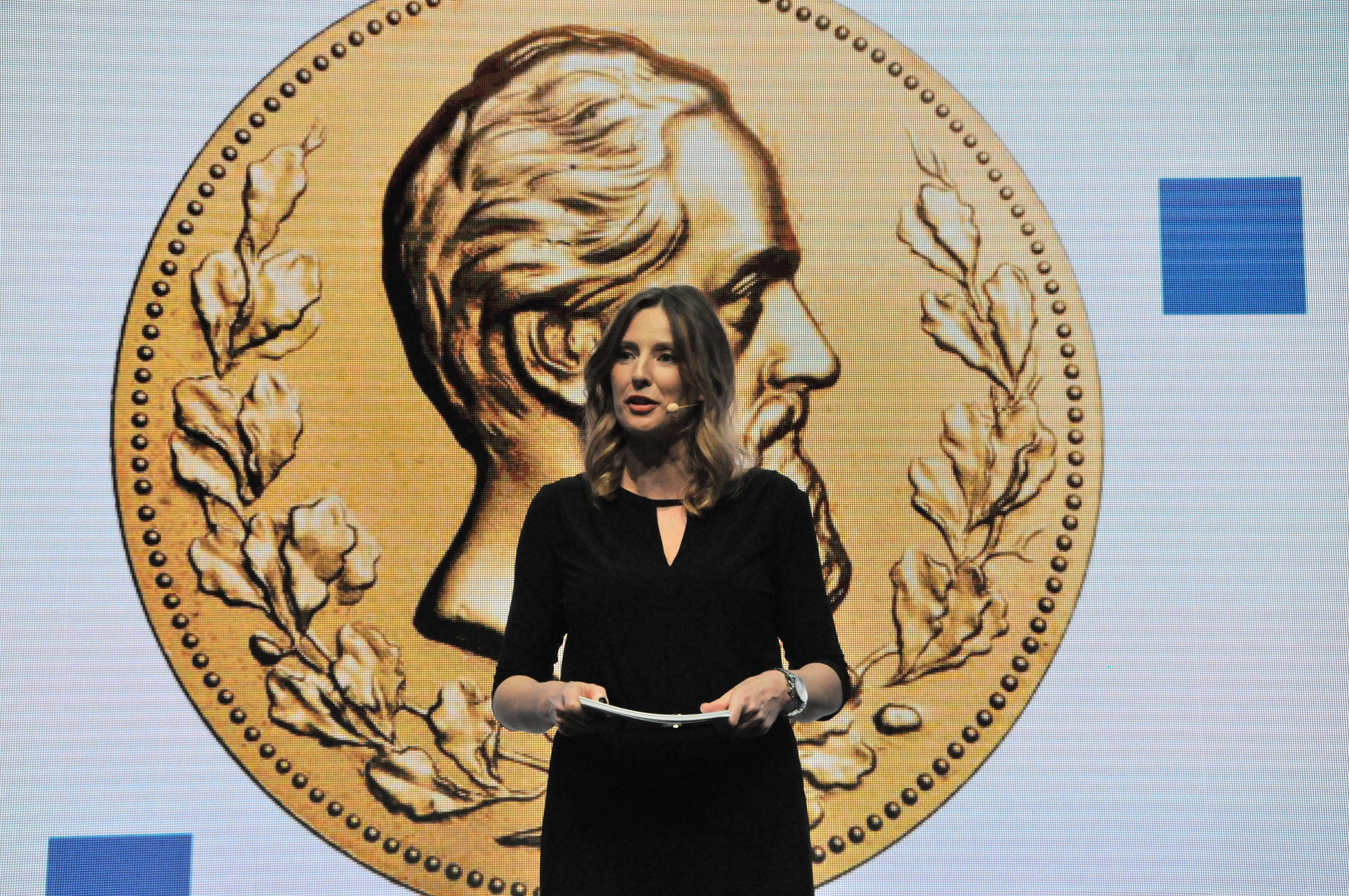
Kristina zur Mühlen na entrega da Medalha Grashof no Deutscher Ingenieurtag 2017 (no fundo a parte frontal da Medalha Grashof com a imagem de Franz Grashof)

A Medalha Grashof (em alemão:  Grashof-Denkmünze) é a mais significativa condecoração da Verein Deutscher Ingenieure (VDI). Foi criada em 1894 em memória de Franz Grashof (membro fundador e primeiro diretor da VDI de 1856 a 1890) e desde então concedida a 99 engenheiros (situação em maio de 2017), como forma de reconhecimento e gratidão por serviços científicos ou profissionais no domínio técnico.

## Recipientes

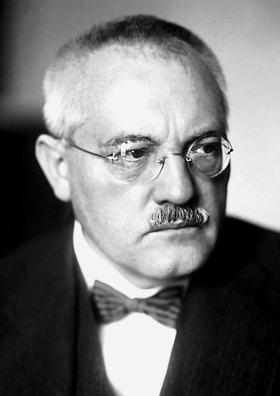
Carl Bosch (1931)

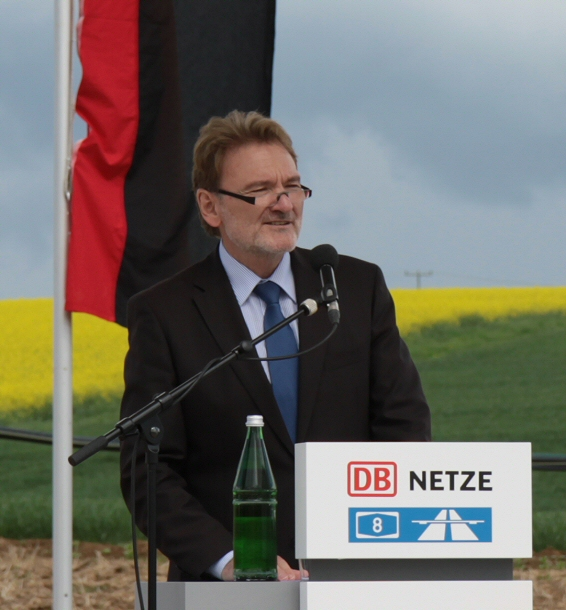
Volker Kefer (2012)

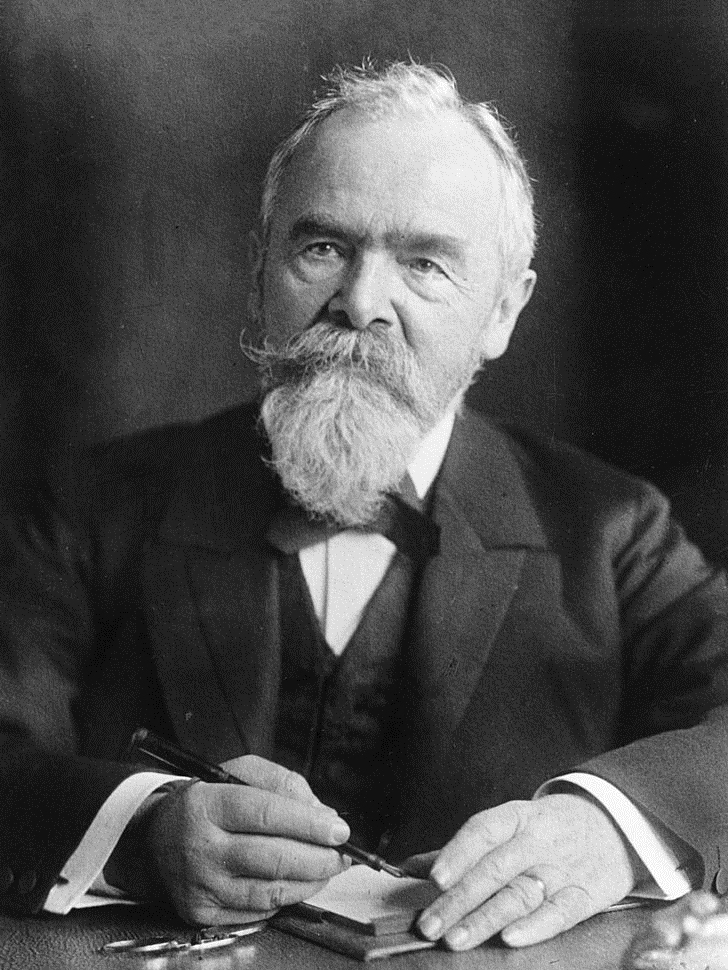
Carl von Linde (1925)

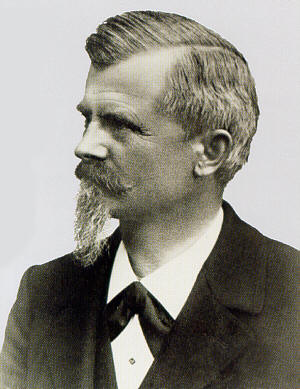
Wilhelm Maybach (ca. 1900)

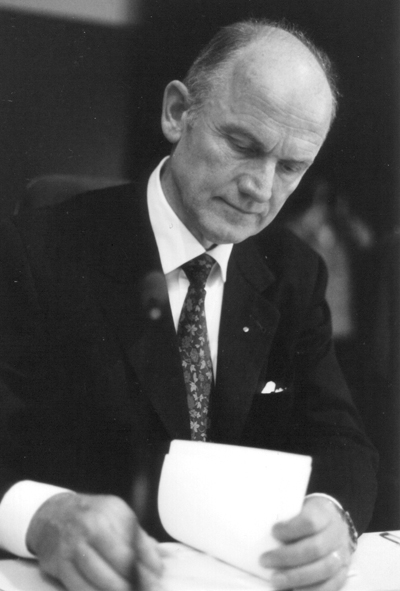
Ferdinand Piëch (2008)

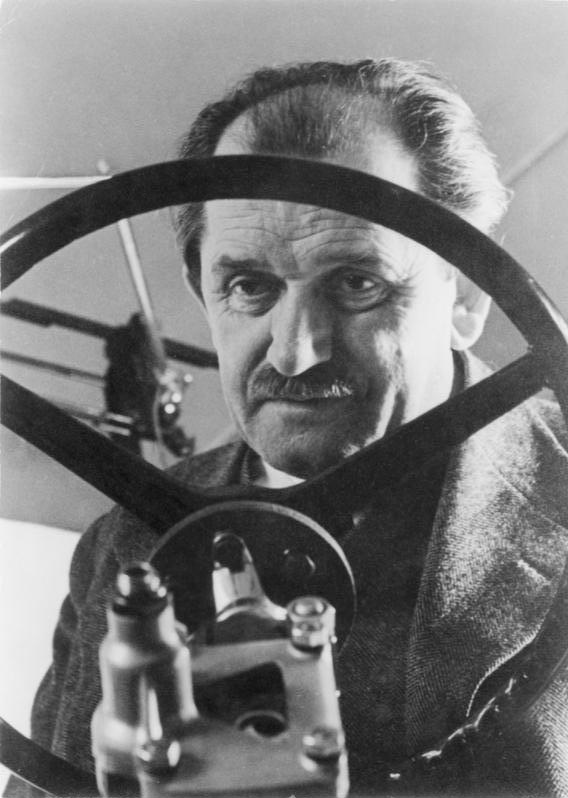
Ferdinand Porsche (1940)

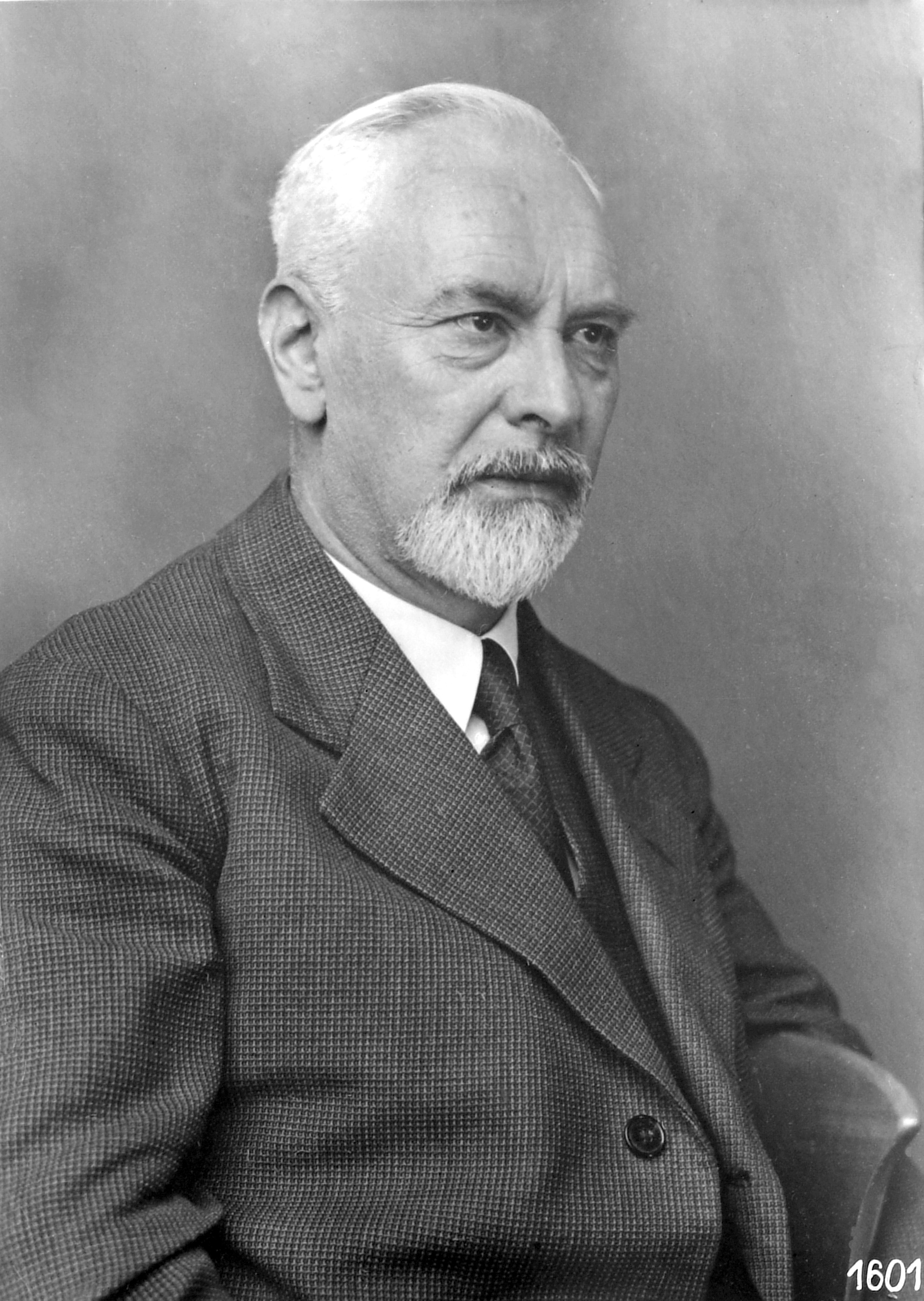
Ludwig Prandtl (1937)

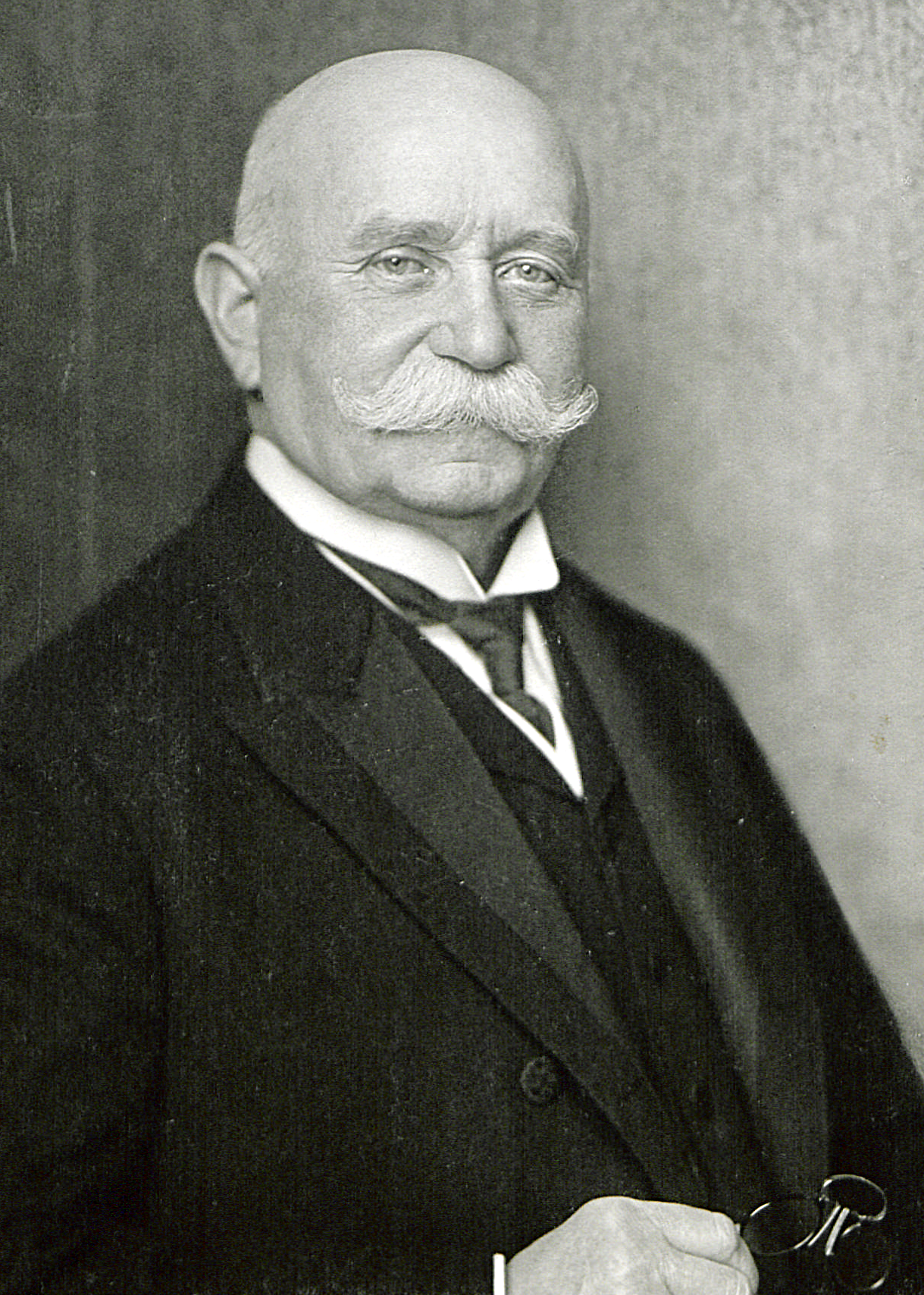
Ferdinand von Zeppelin (1917)

- Carl von Bach, concedida em 1894, engenheiro alemão e professor universitário († 1931)
- Walther Bauersfeld, concedida em 1952[1], engenheiro e físico alemão († 1959)
- Gerhard Wilhelm Becker, concedida em 2000, físico alemão († 2012)
- Karl Becker, concedida em 1937, engenheiro alemão, († 1940)
- Karl Eugen Becker, concedida em 2003, engenheiro alemão e professor honorário
- Hermann Blohm, concedida em 1907, engenheiro alemão († 1930)
- Ludwig Bölkow, concedida em 1985, engenheiro alemão († 2003)
- Carl Bosch, concedida em 1930, químico alemão († 1940)
- Fran Bošnjaković, concedida em 1969[2], termodinamicista croata († 1993)
- Bruno Otto Braun, concedida em 2013[3][4], engenheiro alemão
- Werner Breitschwerdt, concedida em 1985, engenheiro alemão
- Hans-Jörg Bullinger, concedida em 2011[5][6], cientista do trabalho alemão
- Hubertus Christ, concedida em 2005[7], engenheiro alemão († 2016)
- Julius Dorpmüller, concedida em 1936, engenheiro e político alemão († 1945)
- Max von Eyth, concedida em 1905, engenheiro e escritor alemão († 1906)
- Klaus Federn, concedida em 1989, professor universitário alemão († 2014)
- Klaus Fischer, concedida em 2013[4][8], engenheiro alemão
- Justus Flohr, concedida em 1901, engenheiro alemão († 1933)
- Emil Flatz, concedida em 1958, engenheiro alemão († 1989)
- Hermann Frahm, concedida em 1926, engenheiro alemão († 1939)
- Herbert Gassert, concedida em 1987, engenheiro alemão († 2011)
- Richard Grammel, concedida em 1960[9], físico alemão († 1964)
- Peter Grassmann, concedida em 1973, engenheiro alemão († 1994)
- Hermann Gruson, concedida em 1894, engenheiro alemão († 1895)
- Heinz Max Hiersig, concedida em 1995, engenheiro alemão († 2005)
- Otto Intze, concedida em 1894, engenheiro alemão e professor universitário († 1904)
- Friedrich Jähne, concedida em 1962[10], engenheiro alemão († 1965)
- Otto Johannsen, concedida em 1948[11][12], engenheiro alemão e professor universitário († 1954)
- Hugo Junkers, concedida em 1927, engenheiro alemão († 1935)
- Volker Kefer, concedida em 2017[13], engenheiro alemão
- Fritz Kesselring, concedida em 1967, engenheiro suíço († 1977)
- Karl Kollmann, concedida em 1983, engenheiro alemão e professor universitário († 1988)
- Ernst Körting, concedida em 1909, engenheiro alemão († 1921)
- Georg Krauß, concedida em 1896, engenheiro alemão († 1906)
- Bernard Krone, concedida em 2011[14], engenheiro alemão
- Gustaf de Laval, concedida em 1904, engenheiro sueco († 1913)
- Berthold Leibinger, concedida em 2009[15], engenheiro alemão
- Fritz Leonhardt, concedida em 1973, engenheiro alemão († 1999)
- Carl von Linde, concedida em 1897, engenheiro alemão († 1934)
- Fredrik Ljungström, concedida em 1956[16], engenheiro sueco († 1964)
- Hugo Luther, concedida em 1898, engenheiro alemão († 1901)
- Kurt Magnus, concedida em 1989, engenheiro alemão († 2003)
- Adolf Martens, concedida em 1911, engenheiro alemão († 1914)
- Wilhelm Maybach, concedida em 1922, engenheiro alemão († 1929)
- Paul von Mauser, concedida em 1912, engenheiro e político alemão († 1914)
- Otto Meyer, concedida em 1954[17], engenheiro alemão († 1969)
- Joachim Milberg, concedida em 2000, engenheiro alemão
- Oskar von Miller, concedida em 1925, engenheiro alemão († 1934)
- Hans Heinrich Moll, concedida em 1979, engenheiro alemão († 2008)
- Richard Mollier, concedida em 1928, físico alemão e professor universitário († 1935)
- Gustav Niemann, concedida em 1966[18], engenheiro alemão e professor universitário († 1982)
- Wilhelm Nusselt, concedida em 1951[19], físico alemão († 1957)
- Herwart Opitz, concedida em 1967, engenheiro alemão e professor universitário († 1978)
- Winfried Oppelt, concedida em 1971[20], engenheiro alemão e professor universitário († 1999)
- Gerhard Pahl, concedida em 1993, engenheiro alemão († 2015)
- Charles Algernon Parsons, concedida em 1904, engenheiro britânico († 1931)
- Helmut Petri, concedida em 2007[21], engenheiro alemão
- Maximilian Pfender, concedida em 1981, engenheiro alemão e professor universitário († 2001)
- Ferdinand Piëch, concedida em 2003, engenheiro astríaco
- Rudolf Plank, concedida em 1953[22], engenheiro alemão († 1973)
- Bernhard Plettner, concedida em 1981, engenheiro alemão († 1997)
- Ferdinand Porsche, concedida em 1939, engenheiro alemão († 1951)
- Ludwig Prandtl, concedida em 1929, engenheiro alemão († 1953)
- Emil Rathenau, concedida em 1907, engenheiro alemão († 1915)
- Paul Reusch, concedida em 1950[23], engenheiro alemão († 1956)
- Alois Riedler, concedida em 1897, engenheiro alemão († 1936)
- Anton von Rieppel, concedida em 1899, engenheiro alemão († 1926)
- Kurt Riess, concedida em 1964, engenheiro alemão († 1965)
- Hermann Röchling, concedida em 1934, engenheiro e político alemão († 1955)
- Hans Rumpf, posthum concedida em 1977, engenheiro alemão e professor universitário († 1976)
- Karl Sachs, concedida em 1966[18], engenheiro suíço († 1980)
- Michael Schenk, concedida em 2017[13], engenheiro alemão e professor universitário
- Ferdinand Schichau, concedida em 1894, engenheiro alemão († 1896)
- Otto H. Schiele, concedida em 1993, engenheiro alemão († 2012)
- Hans Schimank, concedida em 1969[2], físico alemão († 1979)
- Hans Schlachter, concedida em 1987, engenheiro alemão e professor universitário († 1990)
- Ernst Schmidt, concedida em 1956[16], engenheiro alemão e professor universitário († 1975)
- Wilhelm Schmidt, concedida em 1916, engenheiro alemão († 1924)
- Moritz Schröter, concedida em 1920, engenheiro alemão e professor universitário († 1925)
- Maximilian Schuler, concedida em 1964, engenheiro alemão e professor universitário († 1972)
- Rudolf Schulten, concedida em 1975, físico alemão († 1996)
- Erich Siebel, concedida em 1958, engenheiro alemão († 1961)
- Hansjörg Sinn, concedida em 1997, químico e político alemão
- Adolf Slaby, concedida em 1902, engenheiro alemão († 1913)
- Günter Spur, concedida em 1991, engenheiro alemão e professor universitário († 2013)
- Aurel Stodola, concedida em 1908, engenheiro húngaro († 1942)
- Heinrich Sulzer-Steiner, concedida em 1900, engenheiro alemão († 1906)
- Rudolf Veith, concedida em 1915, engenheiro alemão († 1917)
- Richard Vieweg, concedida em 1962[10], físico alemão († 1972)
- Hans-Jürgen Warnecke, concedida em 2000, engenheiro alemão
- George Westinghouse, concedida em 1913, engenheiro estadunidense († 1914)
- Manfred Wittenstein, concedida em 2015[24][25], engenheiro alemão
- August Wöhler, concedida em 1896, engenheiro alemão († 1914)
- Ferdinand von Zeppelin, concedida em 1908, engenheiro alemão († 1917)
- Gustav Zeuner, concedida em 1895, engenheiro alemão († 1907)
- Carl Ziese, concedida em 1910, engenheiro alemão († 1917)
- Hermann Zimmermann, concedida em 1924, engenheiro alemão († 1935)
- Jonathan Zenneck, concedida em 1949[26], físico alemão († 1959)